# محمد إبراهيم الكتبي
محمد إبراهيم بن محمد عبد الله الكتبي هو عالم دين وأحد مدرسي المسجد الحرام، ولد سنة 1275 هـ بالهند، وتلقى علومه في مكة والهند اشتغل ببيع الكتب وطباعتها فلقب بالكتبي، ألف كتباً فقد جميعها توفى بمكة سنة 1368 هـ.

## نسبه
هو محمّد إبراهيم الكُتبي بن محمّد عبدالله الحَسَنيّ بن نور محمّد بن عيسى بن عليّ بن الحَسَن بن محمّد بن عبدالله الداخل ابن محمّد بن موسى بن إبراهيم بن عبدالله بن محمّد بن عيسى بن عليّ بن الحَسَن بن أحمد بن محمّد بن عبدالله بن محمّد بن إبراهيم بن محمّد بن أحمد بن عليّ بن صائم بن إبراهيم بن محمّد بن إسماعيل بن محمّد بن عبدالله بن إسماعيل بن سليمان بن موسى بن عبدالله أبي الكِرام بن داود بن أحمد المسور بن عبد الله الرضا بن موسى الجون بن عبد الله المحض بن الحسن المثنى بن الحسن بن علي بن أبي طالب.

## مولده وطلبه للعلم
ولد سنة 1275هـ في بلدة اتكلولي  من اعمال سلطان بور مدينة بالهند دخلها جده عبدالله بن محمد بن موسى الحسني الشهير ب عبدالله الداخل سنة 1114هـ  ؛ نشأ محمد إبراهيم بأتكلولي وحفظ القران الكريم وجوده مع إتمامه لبعض القراءات، وطلب العلم على والده العلامة المحدث محمد عبدالله (خدا بخش) الحسني, فتلقى عنه علم الحديث والفقه حتى اتقنهما , وأدرك جده العلامة نور محمد بن عيسى الحسنى, فدرس عليه علم الأصول والتفسير , وغيرهما من علماء الهند، ثم سافر إلى العراق لطلب العلم سنة 1289هـ, وكان عمره حينها أربعة عشر عاما وسكن بغداد، فتلقى العلم على علمائها المشاهير , ودرس في زاوية أحفاد الشيخ عبدالرزاق بن عبدالقادر الجيلاني الحسني ، ومكث عندهم حوالي ستة عشر سنة , حتى نال الإجازة والإذن في بث العلم ونشره، ثم سافر إلى الحجاز ، فوصل في أول الأمر إلى المدينة، ثم واصل رحلته إلى مكة وأدَّى مناسك الحج وذلك في سنة 1306هـ ، ثم عاد إلى المدينة وبقي بها عاما ، فأخذ العلم في المدينة عن علمائها الجهابذة وأجازوه، ثم رجع إلى مكة واتخذها مقرًا له ، فطاف بحلقات المسجد الحرام يتلقى عن علماء البلد الأمين ، حتى أجازوه وأذنوا له بالتدريس , فتصدر الشيخ الكتبي للتدريس بالمسجد الحرام ، وكانت حلقته بباب السلام يدرس فيها الحديث والتفسير والفقه وغير ذلك من العلوم، واستمر على ذلك إلى أن اعتزل التدريس سنة 1325هـ , وصار كتبياً يبيع الكتب بباب السلام,فعرف بالكُتْبي (بضم الكاف وسكون التاء).

## دروسه بالمسجدالحرام وتلامذته
نصب الشيخ الكتبي مدرِّساً بالمسجد الحرام، وبدأ يأخذ مكانه في التدريس، وإلى جانب دروسه بالمسجد وبقاءوه في دكانه في باب السلام لبيع الكتب بدأ يعرفه طلاب العلم. وقد عقد حلقته في باب السلام يدرِّس فيها الحديث والتفسير والفقه. وقد اعتزل التدريس رسمياً في عام 1325 هـ في عهد ولاية الشريف عليّ باشا بن عبد الله بن محمّد بن عبد المعين لظروف خاصة، فطلب أن يكون مدرِّساً غير رسمي فسمح له بذلك، فأصبح يدرِّس ويجيز ويفتي لبعض خواصّه من تلامذته من أهل مكّة والحجاز والقادمين من البلاد الإسلاميّة
فمن تلامذته إبنه إمام المسجد الحرام القاضي محمد نور الكتبي، والشيخ عبد اللطيف قاري، والشيخ إسحاق قاري.

## مؤلفاته وفتاويه
ألّف الشيخ الكتبي عدة كُتب ولكنّها فقدت جميعها، وعرف بفتاوي مشهورة بين أقرانه وطلابه فقد انكر أشد الإنكار شرب الدخان وحلق اللحية والتصوير ولو غير مجسم ولو كان شمسيا، وحين دخول الحكومة السعودية طلب اليه أن يصور لاستخراج هويه فأبى وعارض فاستثني من التصوير.

## دوره في الحلقة العلميّة والثّقافيّة
لم يقتصر دور شيحنا الكتبي على التدريس في المسجد الحرام فقط، بل كإنّ له جهداً كبيراً في الحركة العلميّة والثقافيّة والاجتماعية في الحجاز؛ فقد أسّس عدّة مكتبات علميّة، أشهرها ما كان في باب السلام والقشاشيّة وباب العُمرة. وكان لهذه المكتبات الأثر الكبيروالدور الفعال في احياء الحلقة العلمية والثقافية والاجتماعية، وتعد هذه المكتبات والتي كانت مجمعاً للعلماء والمثقّفين وطلاّب العلم الذين يَرِدون على محمّد إبراهيم، فقد كان يزوره كبار العلماء والمحدّثين من العالم الإسلاميّ وبالأخصّ في مواسم الحج والعمرة. يقول عبد العزيز الرفاعي عن الكُتبيّ: (كنتُ أراه في مكتبته في باب العمرة مُكبّاً على المطالعة لا يملّها)
.؛
وفي يوم الخميس 17 ربيع الأول 1343هـ الموافق 16 أكتوبر 1924م سيطر السعوديون على مكة و دخلها الجيش السعودي ( الأخوان) بأسلحتهم وعتادهم وذكر بعض المؤرخون أنهم كانوا محرمين ملبين بعمرة , فطلب وجهاء وأعيان الحجاز من الشريف حسين ضرورة تنازله عن الحكم لابنه علي , أملاً في وقف الحرب، فتنازل الحسين ورحل إلى جدة , وأرسل قائدا الإخوان سلطان بن بجاد , وخالد بن لؤي رسائل إلى معتمدي الدول وقناصلها في جدة يخبرونهم بدخولهم لمكة, ويستفسرون عن موقفهم تجاه الحرب. فتلقوا رداً من قنصل المملكة المتحدة,وقنصل مملكة إيطاليا ,ووكيل قنصل فرنسا,ونائب قنصل هولندا , ووكيل قنصل الشاه , يعلمون ابن بجاد بوقوفهم على الحياد التام إزاء الحرب، فدخل جيش الأخوان بقيادة خالد بن لؤي مكة حتى وصولوا باب السلام , فقام أعيان ووجهاء مكة فوقفوا أمام الخيل مانعيها من الدخول إلى المسجد الحرام , وكان من بينهم شيخنا الكتبي الذي ذهب إلى خالد بن لؤي قائد الجيش وتحدث معه عن أمر الخيل وان دخولها سوف يحدث فتنه بين الناس , وتحدث الشيخ محمد إبراهيم الكتبي مع خالد بن لؤي بقوله : إنك قلت إن عبد العزيز سوف يحكم البلد وينشر الأمن والاطمئنان بها فكيف يحدث هذا وجنوده ترغب بالدخول إلى المسجد الحرام بخيلهم, وذكره بقوله تعالى : (وَإِذْ جَعَلْنَا الْبَيْتَ مَثَابَةً لِّلنَّاسِ وَأَمْنًا) وقوله تعالى :( وَمَن دَخَلَهُ كَانَ آمِنًا) ؛ وان أهل مكة المكرمة لامانع لديهم من المبايعة وإنهم سلم لمن سالمهم , فقال بن لؤي : وكيف تحدث البيعة فقال الكتبي : سوف يكون أهل باب السلام أول المبايعين في مكة وأنا أولهم, وبالفعل أرسل بن لؤي جنوداً يمنعون الخيالة من دخول المسجد الحرام, واجتمع شيخنا الكتبي مع أهل باب السلام ونادوا بصوتٍ عالٍ وهو في مقدمتهم بأننا قد بايعناه بايعناه يقصدون مبايعة عبد العزيز بن عبد الرحمن ملكاً على الحجاز.

## مكتباته
اسس الكتبي عدة مكتبات علمية اشهرها:

غلاف كتاب طبع على نفقة الشيخ الكتبي، من كتاب باب السلام :للدكتور عبد الوهّاب أبوسليمان

- 1- مكتبة باب السلام الكبير : وكانت تقع مكتبته إلى يسار الخارج من الحرم حيث تبدأ من مخرج الحرم مكتبة الشيخ محمد لبني ثم مكتبة الشيخ عمر عبد الجبار ثم مدخل حوش الرمادة الموصل سويقه ثم مكتبة عبد الغفار مرزا ثم مكتبة عبد العزيز نصير ثم مكتبة أحمد حلواني ثم مكتبة محمدابراهيم الكتبي ثم مكتبة عبد العزيز مرزا القرطاسية ثم مكتبة المجلد البوصي ثم مكتبة علي النهاري.
- 2-مكتبة القشاشية : وتم افتتاح هذه المكتبة في أوائل الخمسينات حيث أن الكتبي اصيب بنكسة في تجارته ودكانه وكان ذلك من جراء صداقته الحميمة مع رجل كان أحد شركاءه في طبع الكتب ومات هذا الصديق فجأة ولم يقم ببيان ما بذمته للكتبي ومن جراء ذلك كسدت تجارته وقل دخله وكانت تقع المكتبة في العمارة التي خلفها اشعة الدكتور محمدخاشقجي وامامها عند مدرسة العجيمي مكتبة الباز ومكتبة أحمد حلواني.
- 3- مكتبة باب العمرة: في مطلع الستينات الهجرية انتقل الكتبي إلى منطقة باب العمرة وذلك لانه كبر سنه فوجد انه لابد له ان ينتقل بدكانه إلى باب العمرة ليكون قريبا من بيته فأستاجر دكانا في مدخل ساحة باب العمرة في أحد دكاكين وقف عين زبيدة. ويقول إبنه يعقوب تحتوي مكتبة الوالد على كتبا دينية وفقهية على المذاهب الأربعة والأكثرية منها على المذهب الشافعي كما أنها تبيع كتب التفسير والحديث والفقه وشروحها وكتب أدعية المناسك كانت بقله فقد كان يبيعها بالجملة بكثير من اللغات.

وقد قام محمّد إبراهيم الكُتبي بطباعة كثير من الكُتب واستيرادها من المملكة المصرية انذاك، وهو من الكتبية الذين يبيعون الكتب بالجملة والمفرق ويقوم بنشرها على نفقته، فقد قام على سبيل المثال بنشر كتاب شرح الأجروميّة ويليه رسالة الإعراب عن عوامل الإعراب وشرحها وبهامشها: التُّحفة السّنيّة من علم العربيّة، في كتاب واحد من تأليف عبد الملك العصامي الأسفرائيني، وسنة طباعته 1329هـ مكّة المُكرّمة. وقام بطباعة كتاب فتح الرحمن بشرح رسالة الشيخ الولي رسلان لشيخ الإسلام زكريا الأنصاري سنة 1342 وكتب على الكتاب الطبعة الثانية ((على نفقة حضرة الأمجد الشيخ محمد إبراهيم الكتبي))بباب السلام بمكة المشرفة وقام بطباعة كتاب (النخبة المعتبرة من مناسك الحج على المذاهب المشتهرة) وهو انتخاب هيئات مراقبة الدروس والتدريس بالحرم المكي سنة 1347هـ.

## حليته
كان عالماً وقوراً، صاحب أدب رفيع، وخلق عظيم بما اشتهر به علماء السنة والفقه في ذلك الوقت، فمن ثم لايعرف له خصوم أو أعداء، وهو دائم الاطلاع، والقراءة للكتب، ذكي، ذو ثقافة واسعة، ومعرفة واسعة، عرفت مساعدته للضعفاء ممن لايملكون القدرة المالية على شراء الكتب قيقدمها لهم هبة لوجه الله عزوجل، أو يقرضهم قيمتها قرضا حسنا، ومما يعد في حسن معاملته انه يعير الكتب لمن لا يستطيع شراءها ويساعد أصحاب البسطات ((المباسط)) المنتشرة في ساحة باب السلام لشراء كميات من الكتب وادعية المناسك للتكسب من بيعها دون المطالبة بالنقد الا بعد بيعها، وعدم التضيق عليهم في السداد.
لقد عرف الشيخ الكُتبي كأحد علماء مكّة البارزين وأعيانها في ذلك العصر، فكان رجل صاحب حكمه وفراسه وحبب له عمل الخير، فكانت له الوجاهة والمكانة وعاصر الكثير من الأحداث السياسية وقد إدراك العهود الثلاثة من حكم الدولة العثمانية وحكم الأشراف وعايش العهد السعودي من اوله، وعرف عنه حل الكثير من القضايا والأمور المعلقة لما كان يثق به من ولاة الأمر، فقد كان يذهب إلى الملك عبد العزيز لحلّ بعض الأُمور وإلى ولاة الأمر لقضاء حوائج الناس، كما كان لا يفوته الحج في كلّ عام حتى في السّنة التي توفي فيها.

## أعقابه

أعقب رحمه الله سبعة رجال وهم : العالم القاضي محمد نور الكتبي ، و إسماعيل ،و صالح ، ويوسف مات صغيراً، ومحمدأمين، ويعقوب ، ومحمد جميل ، وثلاثة عشر بنتاً،.

## وفاته
وبعد حياة حافلة بالعطاء والأعمال الصّالحة، كانت وفاته في يوم الجمعة 30 صفر سنة 1368 هـ، الموافق 31 ديسمبر سنة 1948م ودفن صبح يوم السبت الموافق 1 ربيع ألأول سنة 1368 هـ في مقبرة المعلاة، وقد ناهز عمره عند وفاته الثلاث والتسعين سنة.